# Miguel Ángel Heredia
Miguel Ángel Heredia Díaz, né le 21 août 1966 à Mollina, est un homme politique espagnol membre du Parti socialiste ouvrier espagnol (PSOE).
D'abord secrétaire général des Jeunesses socialistes d'Espagne (JSE), il est élu député de la circonscription de Málaga lors des élections générales du 3 mars 1996.

## Biographie

### Vie privée
Il est marié et père de deux enfants.

### Formation et profession
Miguel Ángel Heredia Díaz est diplômé en magistère et titulaire d'une licence en biologie et d'un doctorat en sciences biologiques obtenu à l'université de Malaga avec la mention cum laude. Il possède un diplôme supérieur dans le domaine de la culture cellulaire.

### Vie politique
Après son adhésion à la fédération andalouse du parti, il devient secrétaire général de la section municipale du PSOE de Mollina, sa ville natale. Il est secrétaire des Jeunesses socialistes d'Espagne (JSE) entre 1992 et 1996. Membre de la commission exécutive de la fédération socialiste de la province de Málaga, il est investi à l'occasion des élections générales de mars 1996 en cinquième position sur la liste du parti dans la circonscription de Málaga, conduite par Cristina Alberdi. Élu au Congrès des députés, il siège à la commission de l'Éducation et de la Culture.
Successivement réélu lors des élections générales de 2008, 2011 et 2015, il est intègre la députation permanente, occupe les fonctions de porte-parole à la commission mixte chargée des relations avec le Défenseur du peuple, deuxième vice-président de la commission des politiques d'intégration du handicap et deuxième secrétaire de la commission de l'Intérieur.
Après le 38e congrès fédéral du parti de juillet 2014 qui voit la victoire de Pedro Sánchez, il est promu secrétaire général du groupe parlementaire socialiste au Congrès, en remplacement du dirigeant basque Eduardo Madina et devient le noyau de la direction du groupe avec le porte-parole Antonio Hernando. Il entre alors à la Junte des porte-parole en tant qu'adjoint et à la commission du Règlement.
Il est fortement critiqué par les soutiens de Sánchez lorsqu'un enregistrement dans lequel il attaque la nomination de Margarita Robles comme porte-parole parlementaire est révélé par la presse. Le 20 juin 2017, il est démis de son poste par Sánchez — nouvellement réélu secrétaire général contre Susana Díaz — et remplacé par le madrilène Rafael Simancas qui a soutenu Patxi López lors des primaires. Du fait de ces changements, il quitte la Junte des porte-parole, la commission du Règlement et son poste à la députation permanente pour occuper les fonctions de porte-parole à la commission de l'Agriculture, de l'Alimentation et de l'Environnement.
Au mois de juillet suivant, il annonce qu'il renonce à se présenter une nouvelle fois à la direction provinciale du PSOE de Málaga.